# John Hersey
John Richard Hersey, född 17 juni 1914 i Tientsin i Kina, död 24 mars 1993 i Key West i Florida, var en amerikansk författare och journalist. Han anses vara en av de tidigaste utövarna av den så kallade nya journalistiken ("new journalism"), där en skönlitterär berättarteknik tillämpas vid facklitterära reportage.

## Biografi
John Hersey var son till protestantiska missionärer och föddes i Kina där han lärde sig tala kinesiska innan han talade engelska. Han kom med sin familj till USA vid tio års ålder och studerade senare vid Hotchkiss School följt av Yale University. Han var därefter doktorand vid University of Cambridge som en Mellon-stipendiat.
Efter tiden i Cambridge började han 1937 arbeta för tidskriften Time och två år senare överfördes han till Times Chongqing-kontor. Under andra världskriget täckte han nyhetsrapporteringen från striderna i Europa och Asien med artiklar i Time och Life Magazine. Han följde de allierade truppernas invasion av Sicilien, överlevde fyra flygplanskrascher och fick beröm av marinministern för sin roll i att hjälpa till att evakuera sårade soldater från Guadalcanal.
Efter kriget, under vintern 1945-1946, var Hersey i Japan, där han rapporterar för The New Yorker om återuppbyggnaden av den ödelagda landet, när han hittade ett dokument skrivet av en jesuitmissionär som hade överlevt när atombomben släpptes över Hiroshima. Han träffade denne missionär, som introducerade honom till andra överlevande. Han hade då redan givit ut sin första roman Klockan i Adano (1944, A Bell for Adano) för vilken han tilldelades Pulitzerpriset.

### Rapportering från Hiroshima
Genom att intervjua överlevande efter atombombssprängningen den 6 augusti 1945, fick John Hersey underlag till en skakande artikel om bombningens effekter. Resultatet blev hans mest noterbara arbete, den 31 000 ord långa artikeln "Hiroshima", som publicerades i The New Yorkers augustinummer 1946. Artikeln upptog nästan hela numret av tidningen.
Med sin detaljerade beskrivning av bombens effekter var artikel en publicistisk sensation. På vanlig prosa beskrev Hersey de fruktansvärda skador som människor drabbats av och tidningens upplaga såldes slut på några timmar.
Senare publicerade Alfred A. Knopf en bok, där Hersey arbete nämns som en av de tidigaste exemplen på den nya journalistik i vilken redovisning av fackreportage använder sig av romanens teknik. Herseys prosa hyllades av kritiker som en modell för uppriktig berättelse.
År 1985 återvände han till Hiroshima och gjorde en uppföljning av sin ursprungliga berättelse i boken Hiroshima: The Aftermath. Denna uppföljning blev också publicerad i The New Yorker.

### Senare böcker och professur
John Hersey själv tonade ofta ned betydelsen av ”den nya journalistiken” och skulle förmodligen inte beskriva sin artikel om atombombens verkningar som ny journalistik. Senare hävdade han också att delar av den nya journalistiken på 1970-talet inte var tillräckligt noggrann med fakta och rapportering.
År 1950 kom hans bok Muren (The Wall), presenterad som en återupptäckt dagbok från förstörelsen av Warszawas getto, det största av de judiska getto som etablerades av Nazityskland under Förintelsen. Boken vann National Jewish Book Award, under det andra året av prisets existens, och har också vunnit Sidney Hillman Foundation Journalism Award.
Åren 1965–1970 var Hersey professor vid Pierson College vid Yale University, där hans uttalade aktivism och tidiga opposition mot Vietnamkriget gjorde honom kontroversiell bland kollegerna, men beundrad av många studenter. Efter rättegången mot Svarta Pantrarna i New Haven, Connecticut, skrev han Letter to the Alumni i vilken den tidigare collegeprofessorn sympatiskt tog upp medborgerliga rättigheter och antikrigsaktivism och försökte förklara dem för sina ibland irriterade kolleger.
Hersey hade också en ovanlig bisyssla då han drev högskolans lilla boktryckeri, vilket han ibland använde för att publicera bredsidor – under 1969 en utstuderad sådan angående Edmund Burkes erbjudande om till Yales historieprofessor och collegelärare Elting E. Morison.

## Hedersbetygelser
År 2008 gav USA Postal Service en frimärksserie för att hedra fem journalister från 1920-talet med förstklassiga ränta frimärken, där John Hersey, var en av de fem.
Under sin livstid arbetade Hersey i många sammanhang med skrivande, journalistik och utbildning. Han var den första icke-akademiska namngivne föreståndaren på ett Yale college bostadsområde. Han var president för Authors League of America, och han valdes till kansler genom sitt medlemskap i American Academy of Arts and Letters.
Hersey var även hedersledamot av Clare College, Cambridge University. Han tilldelades hedersdoktorat av Yale University, New School for Social Research, Syracuse University, Washington and Jefferson College, Wesleyan University, College of William and Mary och andra.